# Giordano (cognome)
Giordano è un cognome di lingua italiana.

## Varianti
Giordani, Giordan, Giorda, Zordan, Giordanengo.

## Origine e diffusione
Deriva dal nome proprio di persona Giordano. Ventesimo cognome per diffusione in Italia, è particolarmente concentrato in Campania, Piemonte e Sicilia, e risulta essere portato da oltre 12.000 famiglie.

## Persone
- Attilio Giordano, giornalista italiano (Messina, n.1955 - Roma, † 2016)
- Mario Giordano, giornalista e conduttore televisivo italiano (Alessandria, n.1966)
- Michele Giordano, giornalista, scrittore e saggista italiano (Caltanissetta, n.1921 - Cassino, † 2008)
- Paolo Giordano, giornalista italiano (Alessandria, n.1966)